# Vestergade (Nørresundby)
 For alternative betydninger, se Vestergade. (Se også artikler, som begynder med Vestergade)
Vestergade er en 800 meter lang gade fra Torvet i Nørresundby til Thistedvej. Gaden var den gamle Kongevej mod vest som også blev betegnet Landevejsgaden. Den østlige del af Vestergade har været gågade siden 1967.

## Vejens forløb
Gågaden starter ved Torvet nær Limfjordsbroen og i gågaden findes en række udvalgsvarebutikker. I vejkrydset Vestergade-Vesterbrogade-Kirkegade bliver Vestergade til en trafikvej, der fortsætter ud til Lindholm Strandpark, hvor den fortsættes af Thistedvej. Der er en Rema 1000 i Vestergade 22.

## Nørresundby Butikscenter
Nørresundby Butikscenter har adresse på Vestergade 30 (ved vejkrydset Vestergade-Vesterbrogade-Kirkegade). Det huser Føtex, Imerco, Intersport, Matas, Profil Optik, dametøjsbutikken Butik Henriette og en Poul M-frisør. 